# Sensi Falán
Sensi Falán (Almería, 1961) es el nombre artístico de Ascensión Ruiz Montoya, una cantautora, compositora y actriz española.

## Biografía
Sensi Falán, Ascensión Ruiz Montoya, nació en el barrio de la Chanca en Almería en julio de 1961. Falán era el nombre por el que se conocía a la familia de su padre. Su padre y su madre trabajaban en oficios relacionados con el mar, pero la música estaba presente en la vida familiar, de hecho su padre era el cantaor conocido como “Frasquito el Falán”, la familia acostumbraba a reunirse a cantar y a tocar con los instrumentos cercanos (botella de anís, tenedores, palmas, etc.). A los 11 años a Sensi le regalaron por Reyes una guitarra, y ya desde entonces la música no se separó de su vida, aprendió a tocar y amenizaba las fiestas familiares. Sus primeros conciertos los dio con 13 años en las fiestas de los barrios almerienses de La Chanca, de Pescadería, en San Antón.

## Trayectoria artística

### Música
La trayectoria artística de Sensi Falán recorre los campos de la música, la composición, el teatro y la poesía. Su arte se manifiesta cuando canta sus propias composiciones (letra y música), cuando canta a los y las poetas o cuando compone para otros artistas.
La obra de Sensi Falán esta influida de una mezcla que, unida con reivindicaciones de las músicas de los pueblos del Mediterráneo, el flamenco y reminiscencias sefardíes, ha conseguido generar un estilo propio y personal.    
Ha compuesto la música a poemas de: Sor Juana Inés de la Cruz, Celia Viñas, Concha Méndez, Almudena Grandes, Al-Mutasim, Federico García Lorca,  Antonio Machado, José Ángel Valente, José Bergamín, Pedro Garfias, Juan Goytisolo, entre otros.
En 2014, año en que se concedió el Premio Cervantes a Juan Goytisolo, y con ocasión de la entrega del Premio, Sensi Falán fue invitada por la Universidad de Alcalá de Henares para participar en los actos organizados en honor del autor, de “Ventanas desde La Chanca”, aquí canto poemas de Cervantes y del propio Goytisolo.
Sensi Falán, además de por España, ha viajado dando conciertos en ciudades y pueblos de numerosos países de América, Europa y África, como México, Colombia, Uruguay, Chile, Irlanda, Francia, Polonia, a Marruecos, etc. También ha participado en eventos organizados por Universidades o instituciones como, Universidad Pedagógica de Cracovia (donde presentó el proyecto  “Vivir el verso. Poetas desde Almería”),  Instituto Cervantes de Tetuán, Feria del Libro (de Almería, Badajoz, Málaga o Cuevas de Almanzora) 
Ha participado en festivales nacionales e internacionales como el Festival Internacional de la Canción de Punta del Este; fue invitada por la Embajada de Chile y el Centro Latino en Polonia para dar varios recitales en homenaje a Violeta Parra, coincidiendo con el centenario de su nacimiento; en 2018 visitó Colombia para actuar en el II Encuentro Latinoamericano de Cantautores/as.  
Ha interpretado El Amor Brujo de Manuel de Falla con la Orquesta Ciudad de Almería y ha colaborado, también, con la Orquesta Joven de Almería.
Colaboró en la edición de “La Honda Presencia”, homenaje a Antonio López, con un poema y composición musical dedicado al pintor, realizado en el Museo Casa Ibáñez.
Ha colaborado musicalmente en la obra de teatro “Diez Mujeres” que pretende homenajear a varias mujeres que marcaron la vida cultural y política de la España del siglo XX y "mostraba el valor de la política como herramienta para el cambio social y la lucha por la igualdad".

### Actriz
Como actriz, Sensi Falán, ha trabajado en el grupo de teatro “La Traíña”, en la representación de obras de Federico García Lorca: Romancero Gitano, Yerma y Los Títeres de Cachiporra. Ha participado en espectáculos como Ellas (espectáculo de danza y música), Diez Mujeres o Mujeres de La Chanca (dirección de AdánTorres y texto de María Núñez, Adán Torres y Sensi Falán) y ¡Ay, Carmela! de la compañía almeriense Tinglao Teatro, protagonizada por Sensi Falán y José Antonio Montero.
Ha participado como actriz y cantante en las Visitas Guiadas Nocturnas de La Alcazaba de Almería.
Ha colaborado en el videoclip de la Asociación ANDA, “Todos los niños tienen futuro”.
Ha colaborado en los videoclip, Y vivir de nuevo  rodado en el barrio de La Chanca de Almería y dirigido por Cristina Coto; en el Nana del caballo grande rodado en el Cortijo del Fraile y dirigido por Segundo Plano; y en Mi estrella fugaz producido por Atlántida Music.
Ha participado en la dirección, así como en las actuaciones artísticas, en diez ediciones del evento almeriense “El Amanecer en la Alcazaba”
Sensi Falán ha participado en la reedición del libro La Chanca de Juan Goytisolo y fotografías de Carlos Pérez Siquier, donde se incluye un disco que pone la música a poemas de José Ángel Valente, Federico García Lorca y textos de la de la propia Sensi Falán.

### Otros
Sensi Falán lleva una activa participación social en Almería y se presta a colaborar en los proyectos que tengan que ver con el desarrollo cultural del los barios, la igualdad de oportunidades, la visibilización de las mujeres en los diferentes ámbitos de la sociedad.  Mantiene colaboraciones y proyectos socioeducativos en los distintos barrios de Almería, componiendo  bandas sonoras y canciones infantiles participativas e interculturales con niños y niñas de origen marroquí. 
Ha apoyado la defensa de La Peana, el árbol milenario más grande de Andalucía en Serón (Almería) y declarado Monumento Natural en 2019.

## Homenaje a las mujeres
En la obra de Sensi Falán están muy presentes las mujeres en la historia y en la vida cotidiana, reivindicando su papel en la sociedad  y su reconocimiento en sus espectáculos:
En el disco Más allá de la Memoria, tiene un recuerdo, rinde homenaje y quiere rescatar del olvido al exilio republicano español, reclama una especial atención para las poetas que, por ser mujeres, «sufrieron el exilio por partida doble»   
En la obra de teatro, Mujeres del viento, (Sensi Falán, Mercedes Gutiérrez y María Núñez) inspirada en La Desbandá.
Indómitas. Mujeres en la República, lectura dramatizada que homenajea y visibiliza a las mujeres republicanas.
Mujeres del Siglo de Oro, concierto musical con composiciones sobre textos de mujeres escritoras del Siglo de Oro, como Sor Juana Inés de la Cruz, María de Zayas, Ana Caro Mallén.
Moscas en el Paraíso, propuesta teatral que presenta experiencias de mujeres migrantes.
Somos muchas más que dos, obra de teatro de dos piezas cortas que versan sobre la Violencia de Género.

## Premios y reconocimientos
En 2012 recibió la Insignia de la Junta de Andalucía por su labor de apoyo a la cultura.
En 2012 fue nombrada Pregonera del Carnaval de Almería
En 2015, fue  galardonada con el “Distintivo por la Igualdad” que otorga el Instituto Andaluz de la Mujer
En 2020 el Ayuntamiento de Almería reconoció a Sensi Falán junto contras mujeres por "sus méritos, capacidades y lucha en favor de la igualdad".
En 2021 recibió en la IX edición de los Premios Almería de La Voz el galardón en la categoría de Cultura .

## Discografía
- VIVIR DEL CUENTO. Letra: Juan Goytisolo/Música: Sensi Falán
- LA ENAMORADA. Letra: Raúl Quinto/Música: Sensi Falán
- MINUTOS DE PAN Y CHOCOLATE. Letra: Javier Irigaray/Música: Sensi Falán
- DÉCIMAS DEL ENAMORADO. Letra: Pepe Criado/Música: Sensi Falán
- POEMA VI. Letra: Pilar Quirosa-Cheyrouze/Música: Sensi Falán
- POEMA VI. Letra: Pilar Quirosa-Cheyrouze/Música: Sensi Falán
- CALLE DEL AIRE. Letra: Antonio García Soler/Música: Sensi Falán
- LLAMADA DE LOS DIOSES. Letra: Aurora Luque/Música: Sensi Falán
- ARDORES. Letra: Juan Goytisolo/Música: Sensi Falán
- LOLA, SOÑANDO AL-MAGHREB. Letra y música: Sensi Falán
- BUSCANDO INGENIOS. Letra: Ana Santos/Música: Sensi Falán
- EL CIELO AMARILLO. Letra: Mathilde Sorel/Música: Sensi Falán
- QUÉDATE CONMIGO. Letra: Mar Verdejo Coto/Música: Sensi Falán
- Y VIVIR DE NUEVO. Letra y Música: Sensi Falán
- LAS DISTANCIAS NO SON ACONSEJABLES. Letra:Sensi Falán/Música:Chochi Duré
- MÍRAME. Letra: Sensi Falán/Música: Chochi Duré
- POR DEBAJO DEL AGUA. Letra: Jose Ángel Valente/Música: Sensi Falán
- VENME A BUSCAR. Letra y Música: Sensi Falán
- LA VOZ DEL AGUA. Letra: Juan José Ceba/Música: Sensi Falán
- TARDE EN LA CHANCA. Letra y Música: Sensi Falán
- AIRE DE NOCTURNO. Letra: Federico García Lorca/Música: Sensi Falán
- LA POESÍA. Letra: Jose Ángel Valente/Música: Sensi Falán
- CUARESMADOS LOS DESEOS. Letra: Juana Inés de la Cruz/Música: Sensi Falán
- NANA DEL CABALLO GRANDE. Letra: Federico García Lorca/Música: Sensi Falán
- MI COMADRE DOÑA CALA. Letra: Sensi Falán/Música: Chochi Duré
- TRES CANCIONES SOBRE BARCAS. Letra: Jose Ángel Valente/Música: Sensi Falán
- CANCIÓN PARA FRANQUEAR LA SOMBRA. Letra: Jose Ángel Valente/Música: Sensi Falán
- EL REY CONDE TIENE UN HIJO. Letra:Popular/Música: Sensi Falán